# Prævention - Metoder
|  | Denne artikel er oprettet af botten Steenthbot ud fra en ekstern database. Den kan derfor have sproglige fejl eller mangler. Denne skabelon kan fjernes efter kontrol af indholdet. |

Prævention - Metoder er en dansk dokumentarfilm fra 1972 instrueret af Alan Lowry.

## Handling
Filmen er et eksempel på, hvordan seksualundervisning kan udføres i en folkeskoleklasse. En skolelærerinde demonstrer forskellige former for prævention i klassen. Hun fortæller, hvordan et kondom skal påføres og viser med humor hvor meget sæd kondomet kan indeholde.